# 快捷式医疗服务互操作资源
快捷式健康照護互操作性資源（英語：Fast Healthcare Interoperability Resources）是一项标准草案，描述的是用于交换電子病歷的数据格式和数据元以及应用程序接口。该标准由医疗服务标准组织Health Level 7制定。
FHIR建立的基础是HL7此前所制定的数据格式标准，如HL7 v2.x和HL7 v3。不过，FHIR实施起来更加简便，因为FHIR采用了现代的，基于网络的一套API技术，包括基于HTTP的RESTful协议，用于用户界面集成的HTML和层叠样式表，可选择用于数据表达的JSON或XML，用于授权的OAuth以及用于结果的Atom。 FHIR的目标之一就是促进历史遗留医疗服务信息系统之间的互操作，以便能够在广泛多样的设备上，包括在计算机、平板电脑和手机之上，更加轻松地向医疗保健服务提供者和个人提供医疗保健服务信息；同时，也让第三方应用程序开发商能够提供可被轻松集成到已有系统之中的医疗应用程序。
通过将不同数据元分别作为服务而加以公开提供，FHIR为以文档为中心的方法（document-centric approaches）提供了一种备选手段。例如，利用相应的资源URL，可以获取和操作处理患者、入院、诊断报告和药物之类基本的医疗保健服务要素。FHIR的价值在于其开放和易于扩展的特点。在美国医学信息学会（American Medical Informatics Association，AMIA）会议上，FHIR获得了Cerner之类公司的支持。

## 标准化
2015年10月，HL7发布了FHIR的第2版试行标准草案（Draft Standard for Trial Use, Release 2，DSTU2）(v1.0.2-7202)。
2014年2月，HL7发布了FHIR的第2版试行标准草案（Draft Standard for Trial Use, Release 1，DSTU1）(v0.0.82).
2014年12月， 具有广泛代表性的众多利益相关方参加了阿尔戈项目（Argonaut Project）。 该项目计划提供加速资金，并且，官方则计划在2015年5月之前，发布若干的FHIR实施指南（implementation guides，IGs）和补充规范（profiles），以便用于实现查询/响应方面的互操作性以及文档获取。这样病历系统就有可能会从现行交换复杂的临床文档架构文档，转变到交换成套的，更加简单的，模块化程度更高而又具有互操作性的FHIR JSON对象。 FHIR的这一初步目标预定于FHIR DSTU2投票时完成。该目标旨在编制两份与EHR有效利用激励计划（Meaningful Use，MU）要求相关的补充规范，以及一份旨在将OAuth 2.0用于身份验证（鉴权）的实施指南。
DSTU v2.1投票计划于2015年晚些时候进行，并且，计划于2017年发布完整的标准。

## 实施项目
在医疗保健服务领域，许多著名的参与方都在表现出对于FHIR的关注，并且，也开展着实验工作；其中，包括CommonWell Health Alliance和SMART（Substitutable Medical Applications and Reusable Technologies，意为“可替代性医疗应用程序”, 属于若干的可复用技术）。  2014年，美国卫生信息技术政策与卫生信息技术标准委员会（U.S. Health IT Policy and the Health IT Standards committees）认可了关于更为公开（开放）的APIs的建议。JSON特别工作组（JASON task force）关于"稳健型健康数据基础设施（Robust Health Data Infrastructure）"的报告中称，FHIR乃是当前API方法的最佳候选；而且，还认为此类APIs应当成为美国经济与临床健康信息技术法案（Health Information Technology for Economic and Clinical Health Act，HITECH）“有效利用计划”第3阶段评判准则的组成部分。

FHIR数据结构、服务器、客户端以及配套工具的开源实施项目包括来自HL7的采用多种语言的参考实施项目、SMART on FHIR。 and HAPI-FHIR in Java.

## 对于医疗保健信息学的意义
FHIR的实施是建立在HL7和HTTPS（HTTP Secure）协议的基础之上，因此，有线数据（wire data）分析平台能够对消息加以解析，从而用于实时数据采集。按照这种思想，当在网络上传输FHIR消息之时，医疗服务机构将能够利用这些消息，来收集实时数据。继而，可以将这些数据送入数据存储之中，并在其中将这些数据与其他的信息学数据关联起来。FHIR的潜在用例包括追踪流行病、处理处方药欺诈、警告不良药物相互作用以及缩短急诊科等候时间。

如果没有可以用来跨越不同的系统而将患者数据联系起来的唯一性患者标识符以及患者主索引（Master Patient Index，MPI），FHIR很多可能的好处将难以实现。